# Novoukrajinka
Novoukrajinka (ukrainsk: Nовоукраїнка}, russisk: Новоукраи́нка}) er en by i Kirovohrad oblast (provins) i Ukraine. Den er det administrative centrum for Novoukrajinka rajon. Den er vært for administrationen af Novoukrajinka urban hromada, en af Ukraines hromadaer..
Byen har 16.338 (2021) indbyggere.

## Historie
Novoukrajinka er en tidligere bebyggelse i Kherson guvernorat i Det Russiske Kejserrige.
Der har været udgivet en lokal avis i byen siden marts 1930..
Den har haft bystatus siden 1938..
Under 2. verdenskrig var byen besat af tyske tropper fra den 5. august 1941 til den 17. marts 1944.
I 1989 var indbyggertallet 20.675.